# 橘氏 (筑後国)
橘氏（たちばなし）は、平安時代の筑後国蒲池の領主の一族で、皇別系の橘氏の庶家。
橘諸兄の五代後の橘広相の五男、従三位中納言の橘公頼が大宰権帥として九州に下向し、藤原純友の乱の時に大宰府に迫った純友の弟の藤原純乗の軍勢を柳川の東方の蒲池で撃退した。その功により公頼の三男の橘敏通は蒲池の領主となり、大宰府府官の子孫が蒲池城に拠る。
『蒲池物語』では治承・寿永の乱（源平合戦）の功で幕府の西国御家人となり筑後国三潴郡の地頭職となった嵯峨源氏の源久直（蒲池久直）が橘氏の娘婿となり蒲池氏の初代となったとされるが、それ以前に成立した「蒲池家譜」には全く記されていない。